# 321577 Keanureeves
321577 Keanureeves è un asteroide della fascia principale. Scoperto nel 2009, presenta un'orbita caratterizzata da un semiasse maggiore pari a 3,0750334 au e da un'eccentricità di 0,1198561, inclinata di 11,57787° rispetto all'eclittica.